# Joseph Rouzel
 (octobre 2023).
Joseph Rouzel est un psychanalyste et poète français né le 16 février 1949 à Rennes.

## Psychanalyste
Après avoir exercé de nombreuses années comme éducateur spécialisé auprès de divers publics (psychotiques, toxicomanes, personnes en difficultés...), Joseph ROUZEL est aujourd'hui psychanalyste en cabinet et formateur et superviseur d'équipe en libéral. Il a enseigné aux CEMEA de Toulouse et à l’IRTS de Montpellier. Diplômé en ethnologie de l’École des Hautes Études en Sciences Sociales, DEA d’études philosophiques et psychanalytiques. Thèse de doctorat en psychanalyse non-soutenue, publiée (La lettre de l'inconscient. Freud, Lacan et quelques autres au pied de la lettre, L'Harmattan, 2017.) Il est bien connu dans le secteur social et médico-social pour ses ouvrages et  ses articles dans la presse spécialisée. Ses prises de position questionnent une éthique de l'acte dans les professions sociales et visent le développement d'une clinique du sujet éclairée par la psychanalyse. Il intervient en formation permanente, à la demande d’institutions, sur des thématiques, en supervision ou régulation d’équipes. Il intervient dans des colloques et anime des journées de réflexion, en France et à l’étranger. Il a créé et anime l’Institut européen « Psychanalyse et travail social »  (psychasoc.com) dont les formateurs dispensent des formations permanentes en travail social et interviennent à la demande dans les institutions sociales et médico-sociales. Il anime un site ASIE (asies.org), consacré aux questions de supervision en travail social. Il est à l’origine de l’association  « Psychanalyse sans frontière » (PSF). Il est cofondateur de l'association l'@psychanalyse. Membre de la FEP (Fondation européenne pour la psychanalyse). Membre de la Société des poètes français. Il a créé et dirige la collection "Psychanalyse et travail social" (Editions érès, Toulouse); il a créé et co-dirige avec Jacques Cabassut la collection "Psychanalyse et lien social " (Editions L'Harmattan, Paris). 

## Poésie
Joseph Rouzel est aussi un poète ayant publié ses premiers poèmes dans la revue Ar Vro (sous le pseudonyme de Cadet d'Armor). Il reçut en 1967 le Prix de poésie de la maison de la culture de Vichy.
Il a créé et dirigé avec sa femme Geneviève pendant plusieurs années la maison d'édition Cosmose qui publiait également une revue du même nom. En 2007, A bâtons rompus, un recueil de ses poèmes écrits entre 1965 et 2005 a été édité aux éditions Champ Social.
Il est également l'auteur de plusieurs textes lus ou chantés par Morice Benin : 
- en 1981 : "Offrande",
- en 1984 : "Retour",
- en 1988 : "Nous naitrons", "Quand nous parlons ensemble",
- en 1989 : "Arpenteurs", "Un jour nouveau", "Genèse", "Qu'est-ce qu'on fout sur cette terre",
- en 1990 : "La fortune", "Mille mots", "La maison musique", "Terres",
- en 1991 : "La maison du monde", "Scribes", "Mangeur d'aube",
- en 1998 : "Sous le masque", "Règne des gens", "J'irai !", "Carrière",

En 2009 Môrice Benin enregistre un CD "Môrice Benin chante Joseph Rouzel" avec 16 chansons tirées des poèmes de ce dernier.
Le CD étant épuisé, à écouter sur Youtube: https://www.youtube.com/watch?v=sT6vnD5Y8xo&list=PLTfXh02__dw6_pfMz36FZtB_1FJltMslL&index=3

## Publications
- Parole d'éduc. Éducateur spécialisé au quotidien, Éditions Érès, 1995. Édition poche, augmentée : 2011.
- Ethnologie du feu. Guérisons populaires et mythologie chrétienne. L'Harmattan, 1996.
- Le travail d'éducateur spécialisé. Éthique et pratique. Dunod, 1997. (2e édition augmentée en 2000... 5ème édition en 2022))
- Le quotidien dans les pratiques sociales. Théétète, 1998.
- L’acte éducatif. Clinique de l'éducation spécialisée.; Érès , 1998. Édition poche, augmentée: 2010.
- La pratique des écrits professionnels en éducation spécialisée, Dunod, 2000.
- Psychanalyse pour le temps présent Amour obscur', noir désir, Érès, 2002.
- Le transfert dans la relation éducative, Dunod, 2002.
- Le quotidien en éducation spécialisée, Dunod, 2004.
- La parole éducative, Dunod, 2005.
- (Dir.) Travail social et psychanalyse, Champ Social, 2005
- La supervision d’équipes  en travail social, Dunod, 2007
- Le travail social est un acte de résistance, (Coll. Fanny Rouzel), Dunod, 2009
- (Dir.) Psychanalyse sans frontière, Champ Social, 2010 (format numérique)
- La supervision d’équipes en question Édition numérique, Psychasoc Éditions, 2010.
- (Dir.) Travail social : actes de résistance ?, Psychasoc Éditions, 2011
- Pourquoi l’éducation spécialisée ? (Dunod, 2012) ; Le travail éducatif et la psychanalyse (nouveau titre, Dunod, 2014)
- La prise en compte des psychoses dans le travail éducatif, Érès, 2013
- (Dir.) Psychanalyse et écriture. Rencontre avec Pascal Guignard, L'Harmattan, 2015.
- La folie créatrice. Alexandre Grothendieck et quelques autres, Érès, 2016. (Prix du premier Salon du livre social, Hérouville, 2016)
- Psychanalyse ordinaire, L'Harmattan, 2016.  (ISBN 2343090475)
- (Dir.) De la clinique avant toute chose... Des pratiques sociales et de soin éclairées par la psychanalyse, L'Harmattan, 2016,  (ISBN 2343091110)
- Clinique psychanalytique et lien social (Sous la dir.), L'Harmattan, 2017.
- La lettre de l'inconscient. Freud, Lacan et quelques autres au pied de la lettre, L'Harmattan, 2017.
- La folie douce. Psychose et création. érès, 2018.
- Ailleurs. Pratique de la psychanalyse, Editions Le Retrait, 2019.
- La relation s'aide en éducation spécialisée, Dunod, 2020
- Corona, psychanalyse. Petit manuel de survie, Editions Le Retrait, 2020.
- L'@psychanalyse dans la cité. Contre l'écho vide 19, L'harmattan, 2021.
- L'acte de création. Psychanalyse et lien social, (sous la dir. pour l'association l'@psychanalyse), L'Harmattan, 2021.
- La folie littéraire. Psychose et écriture, Éditions Le Retrait, 2022;  2ème édition avec un commentaire de Dany-Robert Dufour, Le Retrait, 2022.
- La Planète-Camp. Psychanalyse de l'extermination, L'Harmattan, 2023.
- La grand mangeur d'aube, poèmes, avec illustrations de Geneviève Dindart, Psychasoc Editions, 2023.
- La technique du divan. Psychanalyse pratique. Éditions Le Retrait, 2024
- Patchwork de psychanalyse.Le peu de réalité, L'Harmattan, 2025.

Vidéos disponibles sur YouTube :
-       La parole comme fonction contenante
-       Bientraitance
-       Les deux éthiques
-       Transmission d’impossible
-       La prise en compte des psychoses dans le travail éducatif
-       La folie créatrice, avec Jacques Cabassut
-       Psychasoc : ça continue…
-       La posture du superviseur, présentation
-       Psychanalyse et travail social (Exposé à l'Assemble Nationale. Journée d'hommage à Sigmund Freud)
-       La supervision d'équipes en soins palliatifs
-       Intervention au colloque « Éthique et questions contemporaines », Toulouse 2/10/2021
-       La lettre de l’inconscient (extrait) Séminaire d’été 2022.
-       Présentation de l’ouvrage Guy Massat, un psychanalyste zen, rencontre à Psycha31 à Toulouse.   
-       Présentation de La folie littéraire, Librairie Tschann, Paris, 30 mars 2022, avec Gérard Pommier.
Participation à des revues : Joseph ROUZEL a publié plus de 200 articles dans diverses revues du champ social ou psychanalytique. 
Animation de sites :
-       psychasoc.com : travail social et psychanalyse
-       asies.org : supervision et superviseurs
-      apsychanalyse.org : site de l'association l'@psychanalyse

### Direction de collections
Joseph Rouzel a créé quatre collections.
- Chez Éditions Érès (Toulouse): L'éducation spécialisée au quotidien (30 ouvrages parus); actuellement dirigée par Daniel Terral.
- Chez Érès (Toulouse): Psychanalyse et travail social (8 ouvrages parus)
- Aux Éditions du Champ Social (Nîmes): Psychanalyse (15 ouvrages parus)
- Chez Psychasoc Éditions Numériques (Montpellier), Psychanalyse et travail social (6 ouvrages parus)
- Chez L'Harmattan, Psychanalyse et lien social (Avec Jacques Cabassut) : 19 ouvrages parus.

## Pour approfondir